# گلائوکوس

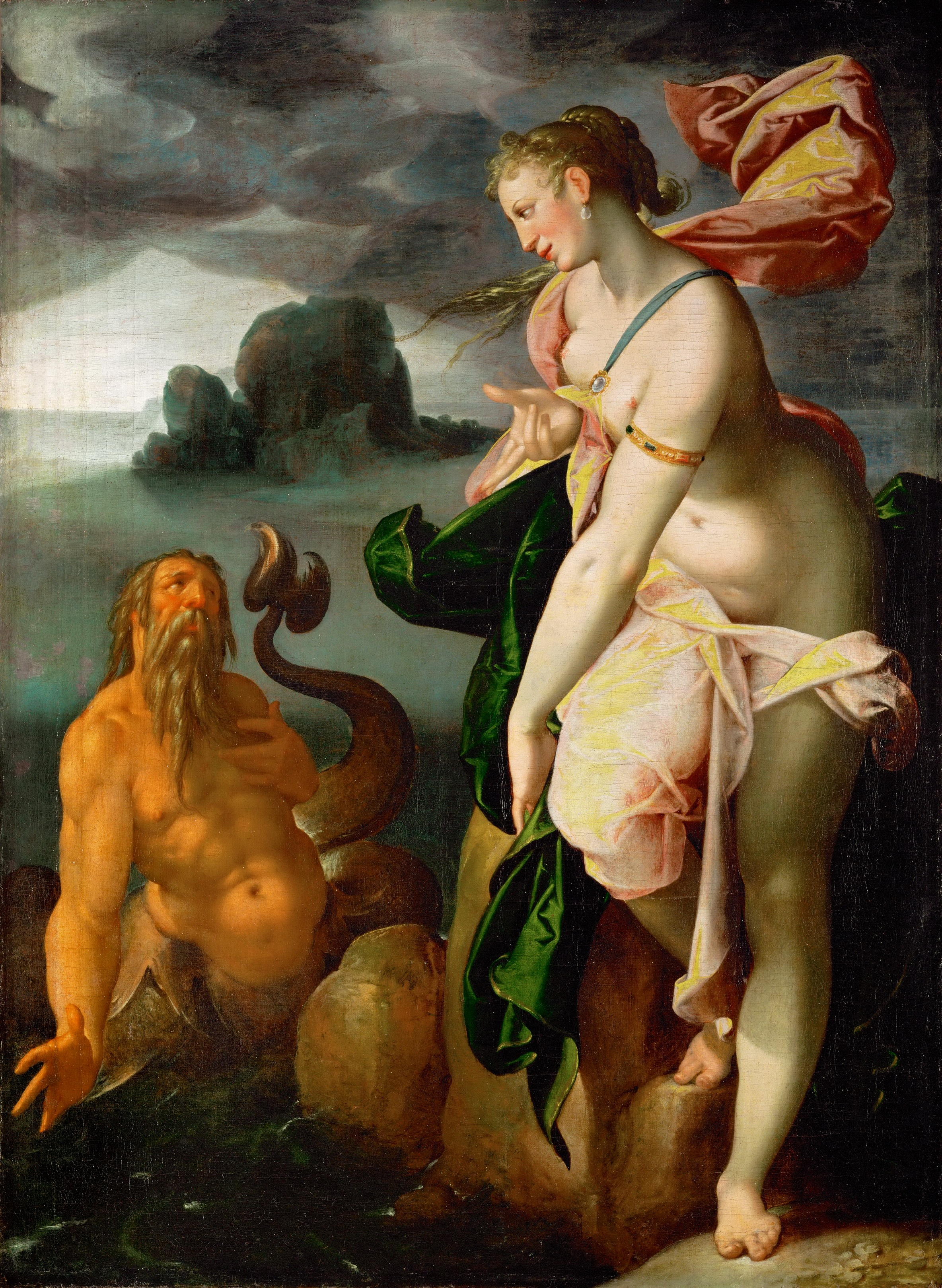
گلائوکوس و شیلا

گلائوکوس (به یونانی: Γλαῦκος) از خدایان دریا در یونان باستان بود، او فانی به دنیا آمد اما پس از خوردن گیاهی جادویی جاودانه گشت. اعتقاد بر این بود که این خدا به نجات دریانوردان و ماهیگیرانی می‌آید که در دریاهای توفانی گرفتار شده‌اند.
در افسانه‌های یونان گلائوکوس دریامرد مشهور است که به شکل انسان به دنیا آمد و دوران آغازین زندگی خود را به شکل یک ماهیگیر زندگی کرد. او زمانی به دریامرد تبدیل شد که یک ماهی که شکار کرده بود از چمن به داخل دریا پرید او کمی از آن چمن خورد و احساس کرد تمایل زیادی به پریدن داخل دریا دارد، او داخل اقیانوس پرید و هرگز نخواست که به خشکی بازگردد. خدایان دریا که در اطراف بودند صدای مناجات او را شنیدند و او را به یک خدای دریا تبدیل کردند. در افسانه‌ها او به شکل یک مرد آبی-سبز رنگ با اندام ماهی به جای پا توصیف شده‌است.